# Fulda (Schiff, 1924)
Die zweite Fulda des Norddeutschen Lloyd (NDL) war ein Kombischiff für den Dienst nach Ostasien. Sie war das dritte und größte Motorschiff des NDL bei Fertigstellung und das einzige Motorschiff der sechs Schiffe der Weser-Klasse.
Ihre auf den Ostasiendienst zugeschnittene Passagiereinrichtung wurde 1935 verkleinert, als modernere Schiffe zur Verfügung standen.
Das seit Kriegsbeginn in Dairen aufliegende Schiff wurde im September 1940 an Japan abgegeben. Als Teikai Maru ging sie im Dezember 1944 in den Philippinen durch einen Bombenangriff verloren.

## Geschichte
Die AG Weser in Bremen-Gröpelingen fertigte ab 1922 die sechs Schiffe der Weser-Klasse für den Norddeutschen Lloyd, von denen vier den kombinierten Passagier- und Frachtdienst nach Ostasien abwickeln sollten. Die beiden ersten Schiffe dieser Serie waren allerdings für den Südamerika-Dienst vorgesehen und verfügten über eine größere Passagiereinrichtung für Auswanderer und Saisonarbeiter. Das Typschiff Weser eröffnete dennoch den deutschen Nachkriegs-Passagierdienst nach Ostasien mit ihrer Jungfernfahrt am 11. November 1922, ihre folgte die Werra mit ihrer Jungfernfahrt und die Weser mit einer zweiten Reise, ehe diese beiden Schiffe zum Südamerika-Dienst umgesetzt wurden und mit der Saarbrücken im November 1923 das erste Ostasien-Schiff in Dienst kam.
Wie schon bei den Frachtern der Minden-Klasse, die auch alle auf einer Werft (Stettiner Vulcan) entstanden, wurden auch bei den Schiffen der Weser-Klasse verschiedene Antriebskonzepte getestet. Das vierte Schiff der Serie, die Koblenz, erhielt einen Turbinenantrieb und die folgende Fulda Dieselmotoren. Das letzte Schiff Trier erhielt dann wieder eine konventionelle Dampfmaschine. Alle vier wurden bis Januar 1925 in den Ostasien-Dienst eingestellt. Zusätzlich kam ab Januar 1924 auch der zurückgekaufte alte Reichspostdampfer Derfflinger nach Ostasien zum Einsatz, zu dem ab Oktober 1926 auch noch die alte Yorck trat.

### Im Ostasien-Dienst
Die Fulda lief am 12. August 1924 bei der AG Weser vom Stapel. Sie war die zweite Fulda des NDL nach dem Schnelldampfer der Flüsse-Klasse, der von 1883 bis 1899 beim NDL im Dienst gewesen war. Namensgeber war die osthessische Stadt Fulda.

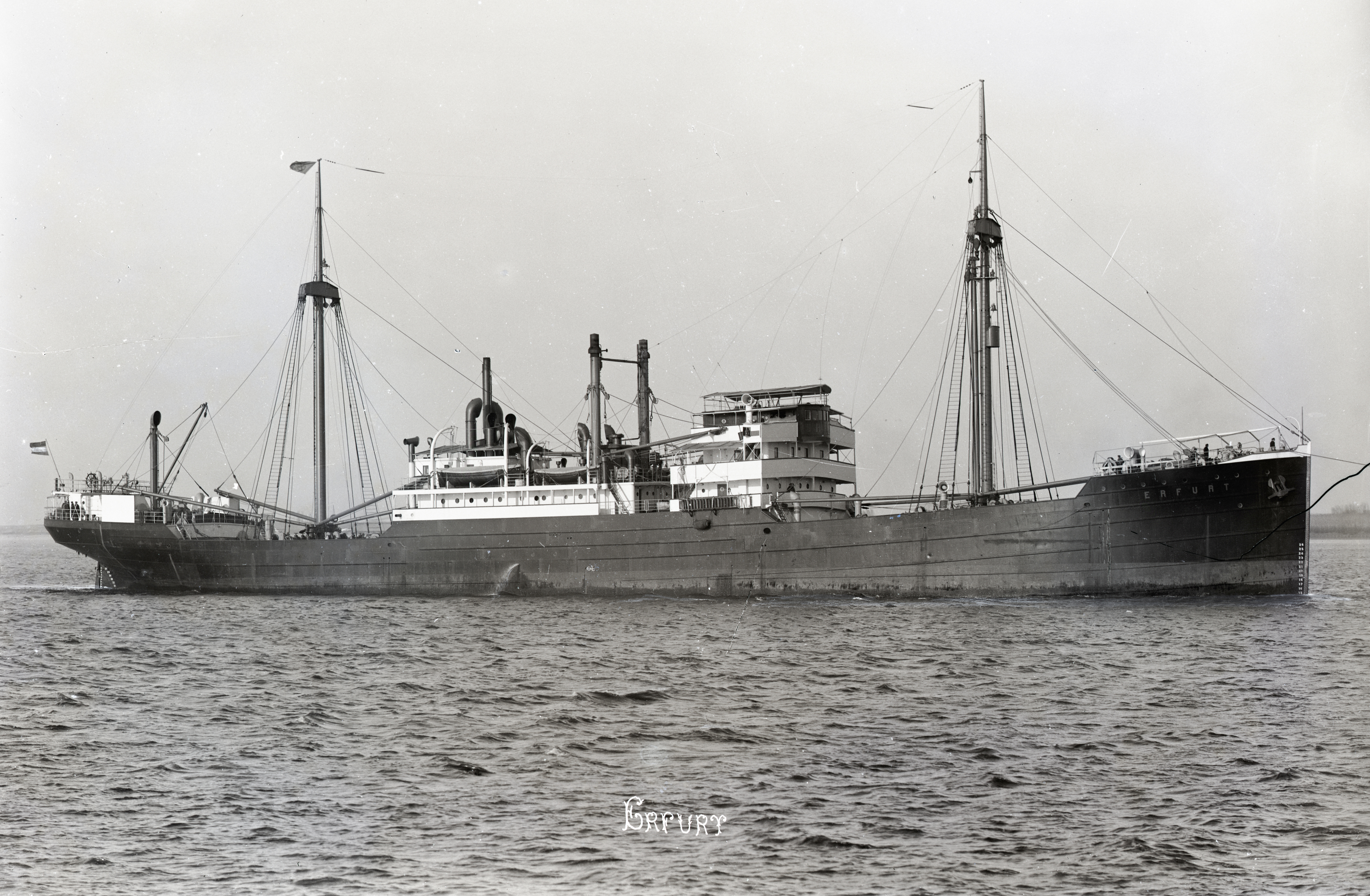
Das Motorschiff Erfurt

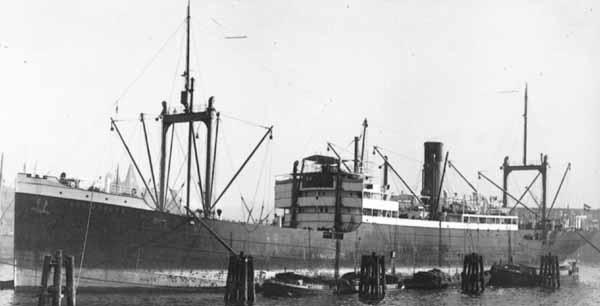
Das Motorschiff Königsberg

In ihren äußeren Abmessungen war sie mit den Schwesterschiffen mit anderen Antrieben identisch. Sie hatte Platz für etwas mehr Fahrgäste als die anderen Ostasienschiffe und dank des Motorenantriebs eine etwas kleinere Besatzung. Sie war das dritte und größte Motorschiff des NDL, der wenig Erfahrung mit diesem Antrieb hatte.
Sein erstes Motorschiff hatte der NDL im Juni 1923 vom Stettiner Vulcan mit dem Frachtschiff Erfurt (4.201 BRT) der Minden-Klasse erhalten, die einen von der Bauwerft gefertigten 6-Zyl.-Dieselmotor mit 1.800 PS erhalten hatte.
Das Frachtschiff Königsberg (6.465 BRT), das die AG Weser im September 1924 kurz vor der Fulda an den NDL geliefert hatte, war das zweite Motorschiff des NDL. Die Königsberg hatte einen Zwei-Schraubenantrieb und zwei auf der Bauwerft gefertigte sechszylindrige-Viertakt-Dieselmotoren der Bauart MAN von 1600 PS, die direkt umgesteuert werden konnten. Ihre Hilfsmaschinen wurden elektrisch betrieben und für die Stromerzeugung standen drei Dieselaggregate zur Verfügung.
Die am 30. November abgenommene Fulda hatte auch diese Elektrifizierung aller Hilfsmaschinen und verfügte über drei 400 PS Aggregate zur Stromerzeugung. Als Hauptantrieb dienten zwei sechszylindrige Zweitakt-Dieselmotoren der Bauart Sulzer. Deren Abwärme und Abgase wurden über einen Warmwasserkessel zur Warmlufterzeugung genutzt, wobei diese Heizungsanlage in den Tropen auch der Lüftung diente. Für die Heizung in Häfen bei abgestellten Hauptmotoren waren noch zwei ölgefeuerte Hilfskessel vorhanden. Die Maschinenanlage erforderte nur 26 Mann Maschinenpersonal, was die Gesamtbesatzung gegenüber den Schwesterschiffen verkleinerte.
Die Fulda startete zu ihrer Jungfernreise nach Ostasien am 14. Dezember 1924 und traf nach gut verlaufener Reise am 23. April 1925 wieder in Hamburg ein. Die Maschinen mussten auf der Hinreise vor wegen kleiner Störungen Steuerbord einmal und Backbord zweimal kurz gestoppt werden. Ab dann liefen sie die gesamte Reise störungsfrei. Der Reisebericht hob hervor, dass das Schiff in den meisten Häfen keine Schlepperhilfe benötigt hatte und die Verweildauer in den Häfen sehr kurz war.
Trotz des Lobs über die Dieselmotoren beschaffte der NDL nur zögerlich Motorschiffe im Gegensatz zur Hapag, die eine  Vielzahl von Motorschiffen kontinuierlich beschaffte und zur größten Motorschiff-Reederei der Welt wurde, obwohl sie in der Minderzahl blieben. Von den ab 1926 in Dienst kommenden fünfzehn Schnellfrachtern waren nur drei (s. Trave) mit einem Dieselantrieb ausgestattet. 1931 kamen mit der Übernahme der „Ozean-Linie“ die bei Fertigstellung 1924 ersten motorgetriebenen Übersee-Passagierschiffe der Welt mit der Rio Bravo und Rio Panuco in den Dienst des NDL. Erst ab 1933 beschaffte der NDL mit Ausnahme der drei großen Ostasien-Schnelldampfer (Scharnhorst, Potsdam, Gneisenau) nur noch Motorschiffe als Neubauten.
Die nach Ostasien eingesetzte Fulda wurde im Juli 1927 in Shanghai, wie auch andere deutsche Schiffe (Münsterland, Bertram Rickmers, Helene Rickmers), zeitweilig von chinesischen Aufständischen besetzt. Am 16. April 1932 kollidierte sie in der Schelde vor Antwerpen leicht mit dem amerikanischen Frachter Bayou Chico. Eine weitere Kollision hatte sie dann im Januar 1934 mit der Ceuta auf der Weser.

### Weitere Liniendienste
Die große Schifffahrtskrise der frühen dreißiger Jahre machte die bestehenden Überkapazitäten des NDL deutlich. Dazu plante der NDL den Einsatz neugebauter großer Ostasien-Schnelldampfer. Mit Hilfe der Reichsregierung gelang es, drei der jetzt überflüssigen Schiffe der Weser-Klasse nach Italien zu verkaufen. Die Fulda wurde umgebaut wie auch andere Kombischiffe des NDL (s. Crefeld) und der Hapag (s. Baden). Allerdings wurde sie nicht ein reiner Frachter, sondern sie behielt noch Kabinen für 24 Fahrgäste. 1935 begann ihr Einsatz im „Westküstendienst“ bis nach Chile, wo sie bis 1937 neben den in Dienst kommenden neuen Kombischiffen (s. Dresden) eingesetzt wurde. Als im Jahr 1936 der spanische Bürgerkrieg ausbrach, wurden zahlreiche Einheiten der Handelsmarine von der deutschen Kriegsmarine beschlagnahmt und nach Südeuropa beordert, so auch die Fulda, die am 1. August 1936 deutsche Staatsangehörige von Barcelona nach Genua transportierte. Im Herbst 1936 brachte die Fulda Teile der Legion Condor von Stettin nach Spanien.
Am 14. März 1937 kollidierte die Fulda  erneut in der Schelde mit Oldenburg der Hapag. Während die Fulda ihre Fahrt fortsetzen konnte, erlitt die Oldenburg so schwere Schäden, das sie auf Grund gesetzt werden musste.
Am 22. August 1939 verließ die wieder nach Ostasien eingesetzte Fulda Tianjin zur Heimreise nach Bremen. Als der Zweite Weltkrieg ausbrach, drehte der Kapitän um und lief wieder nach Dairen in Mandschukuo zurück, wo das Schiff aufgelegt wurde. Am 13. August 1940 wurde die Fulda an Japan verkauft.

### Schicksal im Krieg
Die im Herbst 1940 Teikai Maru umbenannte Fulda wurde im Februar 1941 der Armee zugewiesen und zu einem Truppentransporter umgebaut. Der erste militärische Einsatz erfolgte ab dem 18. Dezember 1941 im Rahmen des Transportes der 14. japanischen Armee des Generalleutnants Homma Masaharu zum Angriff auf die Philippinen. Anschließend folgten Transporte nach Korea, Shanghai und im März 1942 der Transport einer Luftgruppe nach Mako (Pescadores). Es wurden Truppen nach Indochina gebracht und im April 1942 gehörte das Schiff zu den Transportern, die Einheiten der japanischen Armee von Singapur nach Rangoon überführten.
Im Juni 1942 lief das Schiff auch noch mal Dairen an, war dann aber meist im Südraum eingesetzt. Im Mai 1943 in einem kleinen Geleitzug von Palau nach Rabaul unterwegs, erlebte die Teikai Maru erstmals den Angriff eines US-U-Boots auf einen Konvoi und die Versenkung eines anderen Schiffes des Konvois, ein Ereignis, das bei den folgenden Reisen des Schiffes sich häufiger ereignete. Im November 1943 lief die Teikai Maru kurz vor Cebu auf, wurde aber wieder abgebracht und erreichte ihr Ziel als Nachzügler mit einem Tag Verspätung. 1944 wurde sie weiter zu Transporten für die japanische Armee eingesetzt, blieb aber unbeschädigt, obwohl die kleinen  Geleitzüge oft von amerikanischen U-Booten erfolgreich angegriffen wurden.
Am 30. Dezember befand sich die Teikai Maru mit 122 Soldaten und zwei Lastwagen an Bord mit drei weiteren Transportern und sechs Sicherungsbooten auf dem Weg von Luzon nach Takao auf Formosa, als das Geleit auf 17° 17′ 0″ N, 120° 24′ 0″ O von amerikanischen B-25 „Mitchell“ Bombern, leichten  A-20 „Havoc“ Bombern und P-40 „Warhawk“ Jagdbombern angegriffen wurde.
Auf dem Transporter Muroran Maru (5.354 BRT, 1919) wurde Munition getroffen und das Schiff explodierte und sank mit allen an Bord. Die Teikai Maru erhielt drei Bombentreffer und geriet in Brand. Nach einer Stunde vergeblichen Kampfes gegen das Feuer wurde die Räumung des Schiffes befohlen.
Das brennenden Schiff trieb weiter, lief später auf und brannte völlig aus. Der Konvoi verlor noch einen weiteren Transporter und zwei der Sicherungsboote.